# TORQUE G03
TORQUE G03（トルク ジーゼロサン）は、京セラによって日本国内向けに開発された、auブランドを展開するKDDIおよび沖縄セルラー電話の第3.9世代移動通信システム（au 4G LTE）対応スマートフォンである。製造型番はKYV41（ケーワイブイ ヨンイチ）。

## 沿革
- 2017年6月30日 - 全国にて一斉発売開始。
- 2018年1月9日 - 新色レッド発売開始。

## アップデート・不具合など
2017年8月3日のアップデート
ビルド番号：1.010BE
- Action Overlay機能のSpeedometer設定に新しい単位を追加
- 地図アプリで方位計が正常に動作しない事象の改善
- セキュリティ機能の改善

2017年8月24日のアップデート
ビルド番号：1.020BE
- ホーム画面のアプリアイコンが正しく表示されない事象の改善

2017年11月14日のアップデート
ビルド番号：1.030BE
- セキュリティ機能の改善

2018年1月18日のアップデート
ビルド番号：1.040BE
- セキュリティ機能の改善

2018年4月12日のアップデート
ビルド番号：1.050BE
- セキュリティ機能の改善

2018年6月26日のOSアップデート
ビルド番号：3.060BE
- Android 8.1へOSアップデート

2018年7月9日のアップデート
ビルド番号：3.070BE
- カメラが使用できない事象の改善

2018年9月18日のアップデート
ビルド番号：3.080BE
- セキュリティ機能の改善

2018年12月20日のアップデート
ビルド番号：3.091BE
- セキュリティ機能の改善